# Paul Tournier
Paul Tournier (Ginevra, 12 maggio 1898 – Troinex, 7 ottobre 1986) è stato un medico e scrittore svizzero, noto come fondatore della Medicina della persona (Médecine de la Personne) e per la sua attività di counseling pastorale d'ispirazione cristiana.